# Paradise, Washington
Paradise este numele unei stațiuni care se află la aproximativ 1.600 m altitudine pe versantul de sud al Muntelui Rainier din "Mount Rainier National Park" din Washington, Statele Unite ale Americii. Zona se află la granița dintre județele Pierce și Lewis și include "Paradise Valley" și ghețarul Paradise, care este sursa râului Paradise.

## Istoria
Paradise este locația istorică a "Paradise Inn" (construit în 1916), "Paradise Guide House" (construit în 1920) și "Henry M. Jackson Visitor Center" (construit în 1966; înlocuit în 2008; clădirile inițiale au fost demolate în 2009). Hanul "Paradise Inn" este listat în Registrul Național al Locurilor Istorice din SUA.

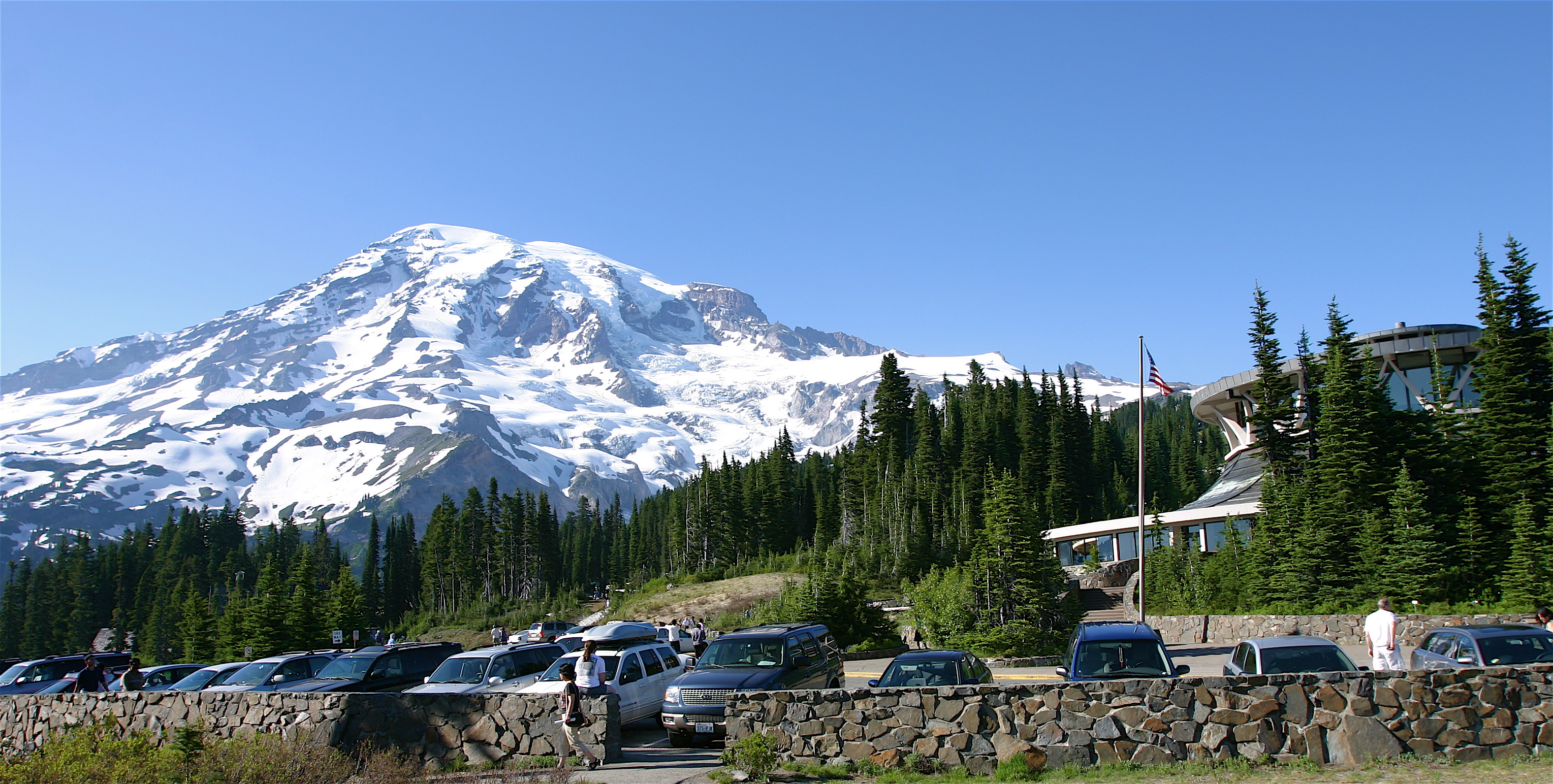
Centru Henry M. Jackson

În 1931, un teren de golf a fost construit în zonă și în 1936 un teleschi a fost instalat. Acestea au fost adăugate pentru a fi utilizate de către oaspeții de la han.
De la 1942 la 1943 Armata Statelor Unite a folosit hanul pentru antrenarea trupelor pentru condiții de iarnă la munte.

### Nume
Virinda Longmire a numit Paradise în vara anului 1885 în timp ce ea privea florile sălbatice de pe pajiștile alpine din zonă.

## Geografia
Paradise este cea mai populară destinație pentru vizitatorii de la "Mount Rainier National Park" 62% din cele peste 1,3 milioane de persoane care au vizitat parcul în anul 2000 au mers la Paradise. Drumul, de la intrarea Nisqually a Parcului Național la Paradise (State Route 706), este unul din puținele drumuri din parc care este deschis pentru automobile în timpul iernii.

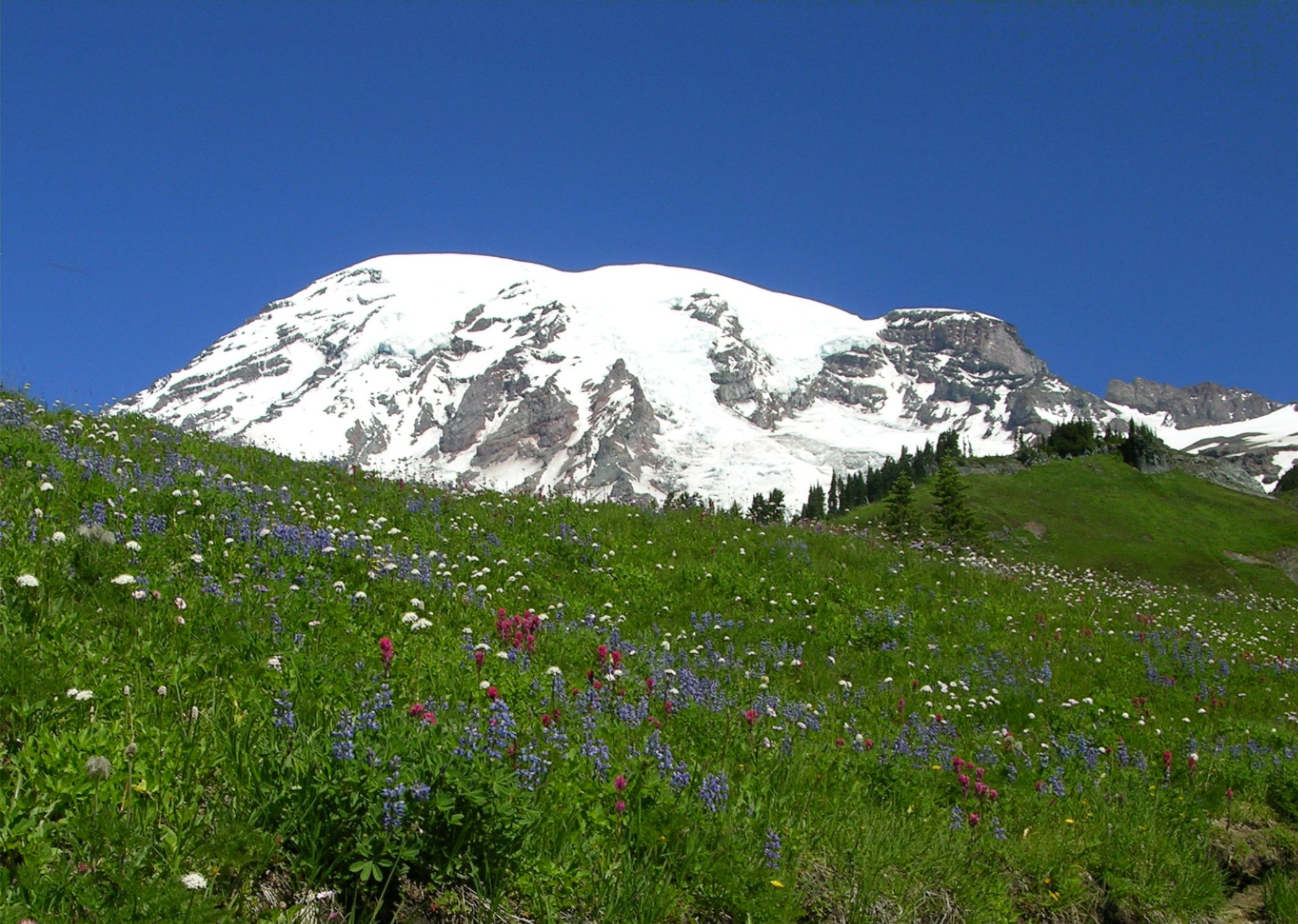
Pajişte de flori în apropiere de Paradise.

### Particularitate
National Park Service spune că "Paradise este cel mai înzăpedit loc de pe Pământ unde ninsoarea se măsoară în mod regulat". 28.5 m de zăpadă au căzut în timpul iernii 1971-1972, stabilind un record mondial pentru anul respectiv. Ninsoare anuală minimă de la Paradise a fost de 8 m în iarna lui 1939-1940, iar stratul de zăpadă maxim a fost de 9.1 m în martie, 1955. Nu au fost efectuate măsurători ale ninsorii între 1943 - 1946, deoarece drumul spre Paradise a fost închis în timpul celui de-al doilea război mondial.

## Proiecte
National Park Service a efectuat de doi ani o investiție de 30 milioane dolari pentru a efectua lucrările de renovare care vor permite hanului să reziste la un cutremur mare și au înlocuit "farfuria zburătoare".  Centrul de vizitatori Henry M. Jackson care are o nouă clădire completează locul istoric. Hanul a fost redeschis în 2008, împreună cu centrul nou de vizitatori. Centru de vizitare vechi a fost demolat în 2009.